# ハッケシャー・マルクト駅
ハッケシャー・マルクト駅(ドイツ語: Bahnhof Berlin Hackescher Markt)はベルリン中心部のミッテ区にある鉄道駅である。Sバーンの5号線、7号線、75号線が停車する。トラムの停車駅でもあり、ベルリンにある2つの夜行バスの拠点のうちの1つが、駅近くにある。

## 歴史
1882年に開業した。開業当時の駅名は、証券取引所駅 (Bahnhof Börse) であった。東ベルリン時代には、マルクス=エンゲルス広場駅 (Bahnhof Marx-Engels-Platz) と改名されていた。1992年に現行の駅名となった。ベルヴュー駅とともに、開業当初の面影をそのまま残す駅舎である。

## 駅周辺
- ムゼウムスインゼル
  - ペルガモン博物館
  - ボーデ博物館
  - 旧博物館
  - 新博物館
  - 国立絵画館
- ベルリン大聖堂
- ルストガルテン
- ハッケシェ・ヘーフェ[1]